# 第二次開羅會議

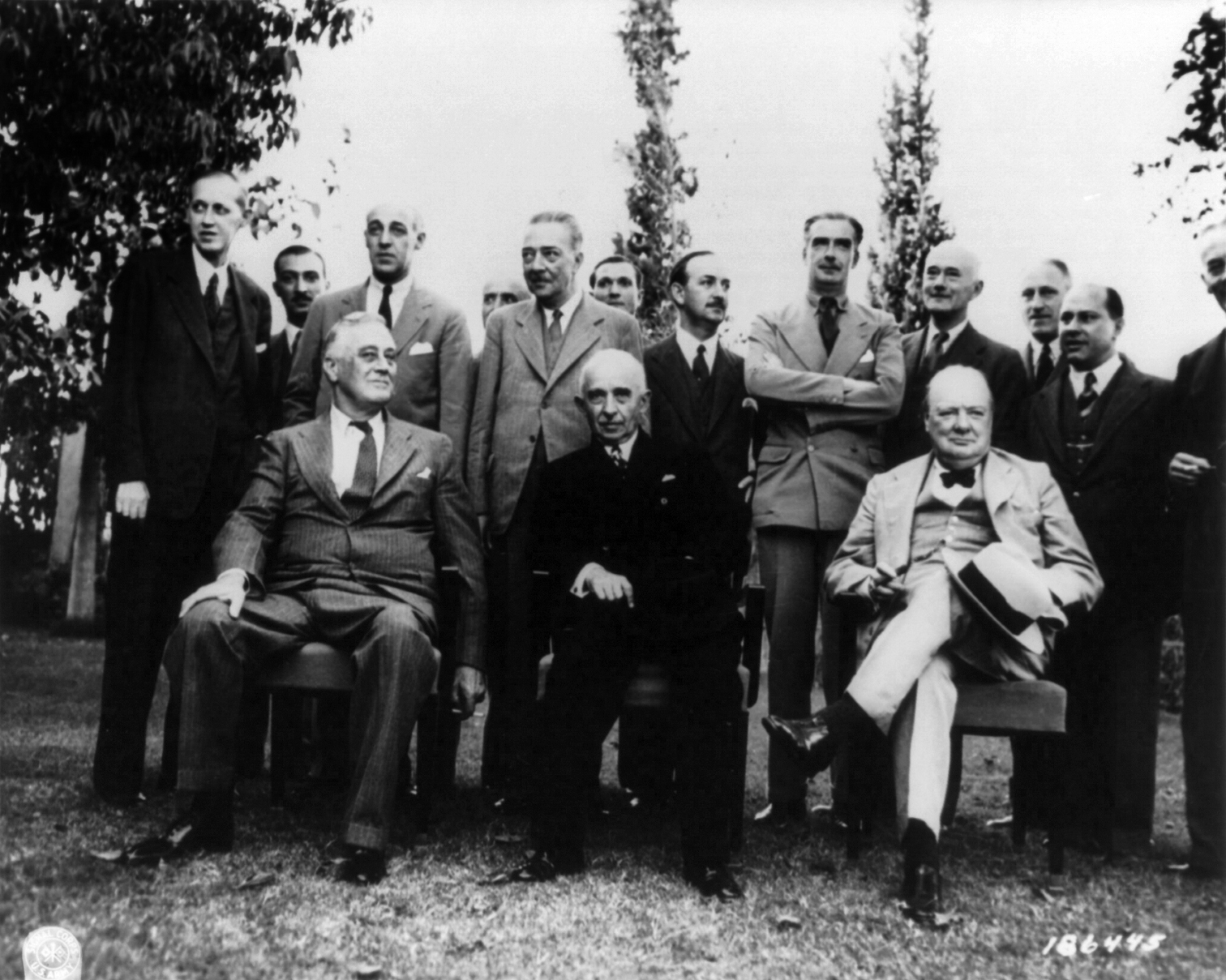
1943年12月4日至6日，第二次开罗会议中的罗斯福、伊诺努、丘吉尔

第二次开罗会议于1943年12月4日至6日召开于埃及开罗，会议主要涉及土耳其参与第二次世界大战的问题。与会者为美国总统罗斯福、英国首相丘吉尔、土耳其总统伊诺努。